# Transformisme (magie)
Pour les articles homonymes, voir Transformisme.

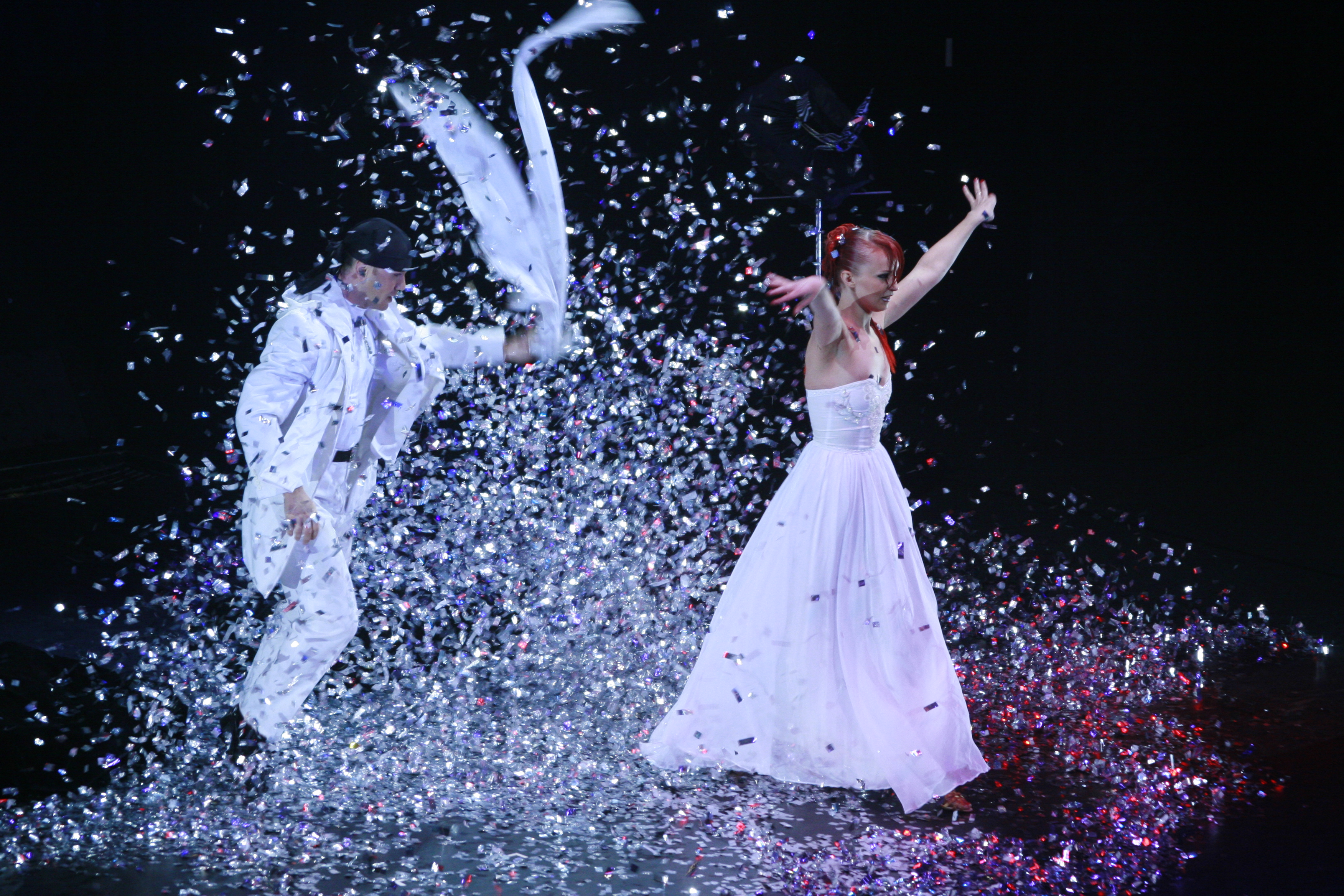
Spectacle de transformisme par Sos et Victoria Petrosyan en 2007.

Le transformisme est le changement de costume scénique en un laps de temps très court. Un artiste de théâtre, de cabaret ou de prestidigitation, spécialisé dans de tels spectacles, est un « transformiste »

## Exemples célèbres
Les Italiens Leopoldo Fregoli (1867-1936) et Arturo Brachetti (né en 1957) sont deux transformistes renommés, tout comme l’Allemand Castor Watt (1885-1932). Plus récemment, la Française Léa Kyle, née en 1995, s'est illustrée dans cette spécialité.

## Records
Le Livre Guinness des records a validé plusieurs records du monde, individuels ou en binôme, dans des circonstances différentes :
- L'Italien Arturo Brachetti est reconnu comme « le plus prolifique » avec 22 500 changements de costumes réalisés sur un total de 250 représentations scéniques en 2001-2002 et plus de 250 000 sur l'ensemble de sa carrière[2].
- Les Malaisiens Avery Chin et Sylvia Lim possèdent depuis 2019 le record en 30 secondes avec 17 changements de tenue[3].
- La Portugaise Solange Kardinaly et son assistant Arkadio ont établi en 2023 un record de 25 changements de tenue en une minute[4].
- La Française Anne Dalla-Barba possède quant à elle le record individuel en deux minutes, avec 19 changements en 2014[5].